# Цихисубани (Ванский муниципалитет)
Цихисубани (груз. ციხისუბანი) — село в Грузии, на территории Ванского муниципалитета края (мхаре) Имеретия.

## География
Село находится в западной части Грузии, на правом берегу реки Сулори, на расстоянии приблизительно 5 километров (по прямой) к юго-востоку от города Вани, административного центра муниципалитета. Абсолютная высота — 176 метров над уровнем моря.

## Население
По результатам официальной переписи населения 2014 года, в Цихисубани проживало 62 человека (31 мужчина и 31 женщина). В национальной структуре населения грузины составляли 100 %.
| Год  | Население, человек |
| ---- | ------------------ |
| 2002 | 254                |
| 2014 | ↘ 62               |